# Urodynamis taitensis
El koel colilargo o koel de cola larga (Urodynamis taitensis) es una especie de ave cuculiforme de la familia Cuculidae y único miembro del género Urodynamis. Es nativo de Oceanía.

## Distribución y hábitat
El koel colilargo cría en Nueva Zelanda y en invierno migra migra hacia la Polinesia y el archipiélago Bismarck.

## Taxonomía
Fue descrito científicamente por el naturalista sueco Anders Erikson Sparrman en 1787. Anteriormente incluida dentro del género Eudynamys, la posición actual de los taxónomos es incluirla dentro de un género propio.

## Comportamiento
El koel colilargo practica el parasitismo de puesta. Las hembras ponen sus huevos en los nidos de otras especies como los mohouas cabecigualda, mohoua cabeciblanco y pipipí. El huevo de koel eclosiona antes que los del huésped y el pollo empuja fuera del nido el resto de huevos. Los pollos de koel colilargo son capaces de imitar las llamadas de los propios pollos del huésped.